# Eresus granosus
Espèce
Eresus granosus est une espèce d'araignées aranéomorphes de la famille des Eresidae.

## Distribution
Cette espèce se rencontre en Chine et en Russie.

## Description
Le mâle holotype mesure 8,5 mm.

## Publication originale
- Simon, 1895 : Arachnides recueillis par M. G. Potanine en Chine et en Mongolie (1876-1879). Bulletin de l'Académie impériale des sciences de Saint-Pétersbourg, sér. 5, vol. 2, p. 331-345 (texte intégral).